# Croton vaughanii
Espèce
Classification APG II (2003)
Statut de conservation UICN

 CR A1c, B1+2e, C2ab, D : 
En danger critique
Croton vaughanii est une espèce de plantes à fleurs du genre Croton et de la famille des Euphorbiaceae, présente sur l'île Maurice.